# Joost Preuninger
Joost Preuninger (Delft, 1 december 1979) is een Nederlands voormalig korfballer, international en huidig korfbalcoach. Hij speelde zijn volledige spelerscarrière bij Fortuna uit Delft, waarmee hij tweemaal Nederlands kampioen werd en tweemaal de Europa Cup won. Hij speelde ook voor het Nederlands korfbalteam, waarmee hij verschillende medailles won. 

## Carrière als speler
Preuninger doorliep zijn volledige spelerscarrière bij Fortuna, Delft. Hij zat in de eerste jeugdteams en debuteerde in 1998 in de hoofdmacht van club.
Op dat moment was Bram van Geffen hoofdcoach van het team, dat in wederopbouw was. Fortuna was in 1990 nog Nederlands zaalkampioen geworden, maar toen een aantal jaar hierna een aantal belangrijke spelers stopten kwam de club in zwaar weer. Zo degradeerde Fortuna in 1996 in de veldcompetitie uit de Hoofdklasse en in de zaal gebeurde dit in 1997.
De ploeg moest verjongen en een basis leggen voor de toekomst. Zo werd in 1997 coach Bram van Geffen aangetrokken om te bouwen aan een solide basis. 
In Preuninger's eerste seizoen, 1998-1999 trok de club eerst Barry Schep van ONDO aan. 1 Seizoen later werden ook spelers zoals Jennifer Tromp en Dennis Vreugedenhil aangetrokken.
In 2000 werd Fortuna in de veldcompetitie kampioen in de Overgangsklasse en promoveerde het weer terug naar de Hoofdklasse.
In 2000 kreeg Fortuna een nieuwe hoofdcoach, 1 die zijn sporen al eerder had verdiend bij de club; Wim van Renesse van Duivenbode.
Onder zijn leiding kreeg Fortuna een boost, want in seizoen 2000-2001 lukte het de ploeg om in de zaalcompetitie 1e te worden. Hierdoor plaatste het zichzelf voor de kruisfinale. In deze kruisfinale ging het echter mis tegen het ervaren AKC Blauw-Wit. Fortuna verloor de wedstrijd met 22-19 en miste zodoende nipt de zaalfinale. Wel was de ploeg terug op het hoogste niveau.
In het seizoen erna, 2001-2002 stond Fortuna in de zaal wederom in de kruisfinale. Dit maal speelde Fortuna tegen PKC, maar Fortuna verloor met 18-15.
In 2002 werd Hans Heemskerk de nieuwe coach bij Fortuna en werd de spelersgroep versterkt met Wim Scholtmeijer. Hierdoor kreeg de ploeg dat extra zetje in de rug.
In seizoen 2002-2003 stond Fortuna in de zaal voor het 3e jaar op rij in de kruisfinale. Dit maal werd Nic. verslagen met 18-12, waardoor Fortuna sinds 1990 weer in de zaalfinale stond.
In de finale bleek Fortuna met 23-17 te sterk voor PKC. Iets later, in de veldcompetitie stonden PKC en Fortuna ook in de finale. De wedstrijd eindigde gelijk, waardoor de wedstrijd werd verlengd met het golden goal principe. In deze periode miste Fortuna en sloeg PKC toe, waardoor PKC met 17-16 won.
In het volgende seizoen, 2003-2004 won Fortuna eerst de Europacup van 2004. Fortuna doorliep in dit toernooi de poulefase en kwam in de finale uit tegen het Belgische AKC. Ook deze wedstrijd werd gewonnen op de golden goal, die gescoord werd door Heleen van der Wilt.
In eigen competitie versloeg Fortuna in de kruisfinale in de zaal Dalto met 17-13, waardoor het zich voor het tweede jaar op rij plaatste voor de zaalfinale. Net als het jaar ervoor was PKC de tegenstander in de finale. Ook dit maal won Fortuna de titel door PKC te verslaan met 18-16. 
In 2005 won Fortuna voor het tweede jaar op rij ook de Europacup.
Seizoen 2004-2005 eindigde in beide competities in de kruisfinales. Zo verloor Fortuna in de zaal kruisfinale van DOS'46 en op het veld van Dalto. Het zat Fortuna niet mee in dit seizoen, want het zag Joost en Marloes Preuninger uitvallen met blessures. Ook Dennis Vreugdenhil kampte met blessureleed.
Preuninger speelde t/m 2009 en stopte op 30-jarige leeftijd.

## Erelijst
- Nederlands kampioen zaalkorfbal, 2x: (2003, 2004)
- Europacup-winnaar zaalkorfbal, 2x: (2004, 2005)

## Oranje
Preuninger was ook 3 jaar lang onderdeel van het Nederlands team. In dienst van Oranje speelde hij 22 officiële interlands.
In dienst van Oranje won hij een gouden medailles op 3 toernooien:
- EK van 2002
- WK van 2003
- World Games van 2005

## Carrière als Coach

### Eerste termijn bij Fortuna
Twee jaar nadat hij was gestopt als speler op het hoogste niveau keerde Preuninger terug op het hoogste toneel, maar als coach.
Fortuna had een tijd lang coaches van buitenaf gehad, waaronder Gert-Jan Kraaijeveld en Hans Leeuwenhoek. De club was eigenlijk op zoek naar een vernieuwde topcultuur en ging in 2011 op zoek naar nieuwe coaches. Zo werd in 2011 na 1 jaar afscheid genomen van coach Wouter Blok en werd voor de eerste keer een duo als hoofdcoach ingesteld, namelijk Joost Preuninger en Ard Korporaal.
In het eerste seizoen als duo-coach (seizoen 2011-2012) werd Fortuna 4e in de Korfbal League. In de play-off serie werd echter verloren van Koog Zaandijk, waardoor Fortuna slechts mocht optreden in de kleine finale in Ahoy (wedstrijd voor plek 3/4). In deze kleine finale won Fortuna wel van AKC Blauw-Wit met 29-27, waardoor het uiteindeijk 3e van Nederland werd.
In het seizoen erna, 2012-2013 deed Fortuna er een schepje bovenop. De ploeg verzamelde 28 punten en stond na de reguliere competitie op de 2e plaats. In de play-offs kwam Fortuna, net als het jaar ervoor, Koog Zaandijk tegen. De serie werd beslecht in het derde duel, wat Fortuna met 27-21 won. Hierdoor plaatste Fortuna zich voor de zaalfinale, in het laatste seizoen van Barry Schep als speler. In de finale trof Fortuna het Papendrechtse PKC. In een spannende finale trok PKC aan het langste eind en versloeg het Fortuna met 20-19. Fortuna moest genoegen nemen met de 2e plaats.
In seizoen 2013-2014 stond Fortuna wederom in de play-offs in de Korfbal League. In deze serie verloor van het PKC, maar won het in Ahoy wel de wedstrijd om plek 3. 
In de veldcompetitie in dit seizoen wist Fortuna de finale te bereiken, omdat het in de kruisfinale had afgerekend met PKC. In de veldfinale speelde Fortuna tegen Koog Zaandijk, maar verloor het de wedstrijd met 17-15.
Het seizoen hierna, 2014-2015 kwam Fortuna in de zaalcompetitie 2 punten tekort om de play-offs te halen. In de veldcompetitie verloor de ploeg in de kruisfinale.
In 2015-2016 had de ploeg pech in de zaalcompetitie. Zo stond Fortuna na de reguliere competitie op een gedeeld 4e plaats met Koog Zaandijk. Beide ploegen hadden namelijk 18 punten. Echter op basis van onderling resultaat miste Fortuna de 4e plaats, waardoor het de play-offs miste. In de veldcompetitie stond Fortuna echter voor het 3e jaar op rij in de kruisfinales. Dit maal was TOP (Sassenheim) de tegenstander. Fortuna verloor deze kruisfinale, waardoor het de veldfinale miste.
Seizoen 2016-2017 was het 7e jaar van Preuninger en Korporaal als duo-coach bij Fortuna. In dit seizoen zat het niet mee voor de Delftse ploeg. Geplaagd door blessures werd de ploeg in de zaalcompetitie 8e en 4e in de veldcompetitie. Na dit seizoen besloot Preuninger te stoppen als coach. Zijn opvolger werd Damien Folkerts.

### Tweede termijn bij Fortuna
In januari 2024 werd bekendgemaakt dat Preuninger per seizoen 2024-2025 zou terugkeren als coach bij Fortuna 1. Hij verving Ard Korporaal die per april 2024 de nieuwe bondscoach van het Nederlands korfbalteam werd.